# Koperglansstaartkolibrie
De koperglansstaartkolibrie (Metallura theresiae) is een vogel uit de familie Trochilidae (kolibries).

## Verspreiding en leefgebied
Deze soort is endemisch in Peru en telt twee ondersoorten:
- M. t. parkeri: noordelijk Peru.
- M. t. theresiae: noordoostelijk Peru.